# Рудаки
Абу Абдаллах Джафар ибн Мухамад-Рудаки (на персийски: ابوعبدالله جعفر بن محمد رودکی)‎, роден между 858 до 860 г. в село Рудаки, Пенджикентски район и починал между 940 и 941 г. също там е таджикски и персийски поет, музикант, певец и учен. Родоначалник на персийско-таджикската литература и поезията на фарси. Наричан е „Баща на персийската поезия“. Името си Рудаки взема от името на родния си край.

## Биография

### Ранни години
Рудаки е роден в Рудаки (Голям Хоросан), село разположено в Саманидската империя. Сега селото се нарича Пенджикент и се намира в съвременен Таджикистан. Има източници, които сочат че той се ражда сляп, но творчеството му показва, че е загубил зрението си много по-късно. Рудаки е бил надарено дете, отличаващо се с добра памет, като се проявява в изучаването на корана, но пише и стихове, свири на арфа, лютня, чанг и барбат. Знаел е арабски език, както и познавал стихове на арабски поети. Получава добро образование. Започва да съчинява стихове още като дате. По-късно заедно с Бахтияр обикаля Хорасан.

### При Саманидите
След като неговата слава достига до ушите на владетеля на Хорасан и Трансоксиана емир Nasr II ibn Ahmad, той кани поета в двореца си. Ставайки близък на емира, Рудаки с годините става все по-влиятелен и уважаван. Живее в двора на Саманидите в Бухара повече от 40 години. Мнозина считат, че заслужава титлата „баща на персийската поезия“.
Изследвания на съветски учени показва, че вероятно през този период той е загубил зрението си при неизвестни обстоятелства. Най-вероятно е бил ослепен с горещо желязо.

### Творчество
От творчеството на Рудаки са запазени откъси от „Калила и Димна“, както и голям брой стихотворения – касиди, газели и др. Поезията му се отличава със свободомислие и жизнеутвърждаващи мисли. Неговата поезия утвърждава литературния персийски език (или фарси). На него се развива средновековната персийска и таджикска литература. Негови са думите:
| „ | Светът е море. Искаш да плаваш? –построй кораб от добри дела. | “ |

Под въздействие на Рудаки творят редица поети, живеещи в двата тогавашни средноазиатски литературни центрове: Бухара и Самарканд.

## Паметници на Рудаки
- Гробницата на Рудаки
- Парк Рудаки в Душанбе, Таджикистан
- Зала Рудаки, Техеран, Иран